# Horné Lefantovce
Horné Lefantovce (in ungherese Felsőelefánt, in tedesco Oberlefant) è un comune della Slovacchia facente parte del distretto di Nitra, nella regione omonima.